# گرومن گلف‌استریم ۱
گرومن گلف‌استریم ۱ (به انگلیسی: Grumman Gulfstream I) یک هواپیمای ساختِ کارخانهٔ گرومن در کشور ایالات متحده آمریکا است که در سال ۱۹۵۹–۱۹۶۹ ساخته شد. این هواپیما برای نخستین بار در ۱۴ اوت ۱۹۵۸ میلادی مورد استفاده قرار گرفت.